# Yana Belomoyna
Yana Belomoyna (Lutsk, 2 de novembro de 1992) é uma ciclista olímpica ucraniana. Belomoyna representou sua nação nos Jogos Olímpicos de Verão de 2012 na prova cross-country, em Londres.